# General Higinio Morínigo
General Higinio Morínigo es un municipio y ciudad del departamento de Caazapá de Paraguay situada a 242 km de la ciudad de Asunción por la ruta 8 "Dr. Blas Garay" a la altura de Ñumí.

## Toponimia
Esta ciudad antiguamente era llamada “Takuara” por la gran cantidad de especies de plantas gramíneas existentes en la zona. Más tarde fue nombrada Dr. Gral. Higinio Morínigo en honor al que fuera presidente de la República en los años 40.
La localidad fue elevada a categoría de Distrito, por Decreto Ley 408 del 28 de enero de 1958.

## Historia
Este distrito se fue formando sobre un ramal del ferrocarril que iba hasta Abaí; todavía conserva la edificación de la estación y un galpón donde se acopiaban rollos y frutos del país. 

## Geografía
El municipio tiene una belleza especial al ubicarse al pie de las sierras más altas del Paraguay, el cordón del Ybytyruzu donde se ubica el punto más alto del Paraguay, el cerro tres kandu 

. La altitud de la zona es inferior a 400 m s. n. m., existen colinas bajas de areniscas rojas y valles profundos hasta llegar a las proximidades del río Paraná.
Todo este terreno está regado por el río Ypety, cuyas características son las de la selva subtropical asentada sobre suelos lateríticos y prolongación de la selva brasileña.
La zona tiene muchas ondulaciones y hacia el suroeste se extiende una gran planicie, la de Tebicuary, entre el río Tebicuary y su tributario el Tebicuarymi. 

### Hidrografía

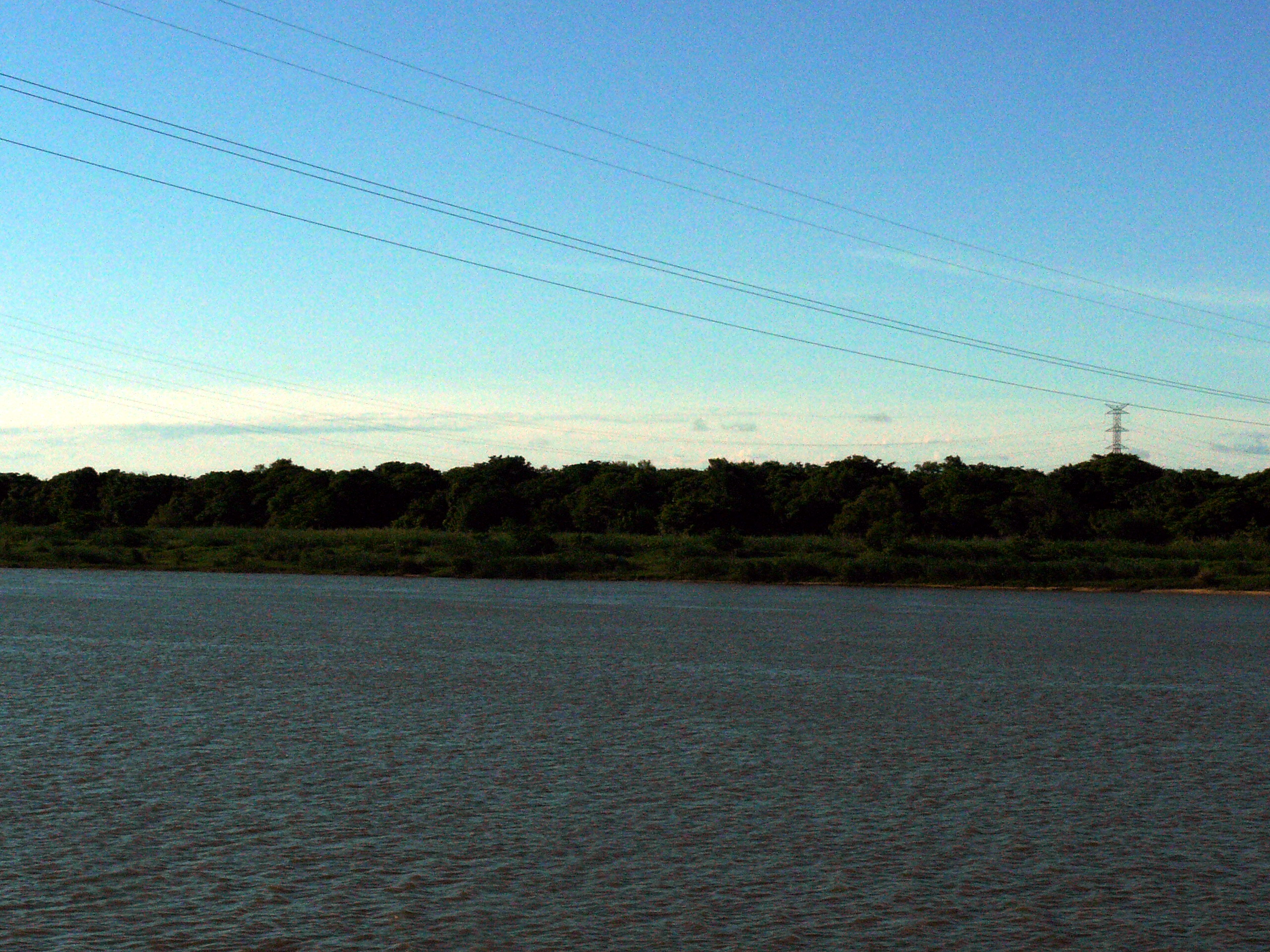
Río Tebicuary.

En General Higinio Morínigo se extiende la planicie del Tebicuary. Esta se compone de terrenos bajos cubiertos por sedimentos recientes cuya escasa permeabilidad permiten el desarrollo de grandes esteros, áreas pantanosas y espacios abiertos donde hay gran profusión de palmeras, extensas formaciones de herbáceas, arbustos y árboles aislados. Los ríos son todos afluentes del Paraguay.

### Clima
La temperatura media es de 21 °C, la máxima en verano 37 °C y la mínima en invierno, 1 °C.
Está situada en uno de los departamentos que registra mayor nivel de precipitaciones, por lo que la región es excelente para la explotación agropecuaria.

## Economía
La principal actividad son la agricultura y la ganadería. Si bien la agricultura está dirigida predominantemente al autoconsumo y al comercio local, ofrece una gran variedad de productos; desde hortalizas hasta cereales. El suelo también es bueno para el desarrollo de frutos cítricos y sandías. La ganadería comprende la cría de ovinos, equinos y aves de corral.

## Transporte
Esta población cuenta con un no muy fluido servicio de transporte público que la conecta con la ciudad de Caazapá y con Asunción. De la terminal de óminbus de la capital salen a diario buses hasta General Higinio Morínigo sin mucha frecuencia ni regularidad. El acceso más fácil se da mediante buses internos desde la ciudad de Caazapá.

## Cultura
En esta ciudad sigue en pie una antigua estación del tren y el galpón que servían para acopiar los rollos y frutas que se transportaban cuando el sistema de ferrocarril se encontraba funcionando en Paraguay.
La fiesta patronal en honor a San José está marcada para cada 19 de marzo. En ella se realizan corridas de toros, doma de potros y se degustan deliciosos platos típicos: asado a la estaca con chipá guasú. @ferrr_ca en ig